# Red Rock Coulée
Red Rock Coulée är en dal i Kanada.   Den ligger i provinsen Alberta, i den södra delen av landet, 2 700 km väster om huvudstaden Ottawa.
Trakten runt Red Rock Coulée består i huvudsak av gräsmarker. Trakten runt Red Rock Coulée är nära nog obefolkad, med mindre än två invånare per kvadratkilometer.